# ادوین کلبس
تئودور آلبرشت ادوین کلبس (آلمانی: Theodor Albrecht Edwin Klebs؛ ‏ ۶ فوریهٔ ۱۸۳۴ – ۲۳ اکتبر ۱۹۱۳) کالبدشناس، آسیب‌شناس و میکروب‌شناس نامدار آلمانی-سوئیسی بود. وی به‌واسطهٔ فعالیت‌های علمی‌اش در زمینهٔ عفونت و بیماری‌های عفونی شناخته می‌شود. آثار او، راه را برای تولد باکتری‌شناسی مدرن هموار ساخت و الهام‌بخش لویی پاستور و روبرت کخ شد. وی نخستین کسی بود که عامل بیماری دیفتری را شناسایی کرد که به نام باکتری «کلبس-لوفلر» شهرت یافت. امروزه به این باکتری کورینه‌باکتریوم دیفتری می‌گویند. وی پدر پزشک آلمانی آرنولد کلبس بود.
ادوین کلبس دانش‌آموختهٔ رشتهٔ پزشکی در دانشگاه وورتسبورگ و از شاگردان رودلف ویرشو در سال ۱۸۵۵ میلادی بود. وی دکترای خود را از دانشگاه هومبولت برلین در سال ۱۹۶۸ اخذ نمود و دانشگاه کونیگسبرگ به وی نشان شایستگی علمی اعطا نمود. او مدت ۵ سال دستیار ویرشو در برلین بود. سپس استاد رشتهٔ آسیب‌شناسی در دانشگاه برن سوئیس شد. ادوین کلبس در خلال جنگ فرانسه و پروس، پزشک ارتش پروس بود و برخی از اجدادش نیز در جنگ‌های ناپلئونی شرکت داشتند. وی مدتی نیز استاد دانشگاه کارل و دانشگاه زوریخ و کالج پزشکی راش در شیکاگو بود.
ادوین کلبس علاوه بر کشف باکتری ایجادکنندهٔ دیفتری، مشارکت‌های مهم دیگری هم در علم پزشکی دارد. وی در سال ۱۸۸۴ میلادی آکرومگالی را شرح داد (دو سال قبل از پی‌یر ماری). ادوین کلبس همچنین در سال ۱۸۷۸ با موفقیت توانست میمون‌ها را با سیفلیس تلقیح نماید. (۲۵ سال پیش از ایلیا مچنیکو و پیر پاول امیل روکس). وی باکتری ایجادکنندهٔ حصبه را پیش از کارل یوزف ابرت شناسایی کرد.
سرده باکتری کلبسیلا به افتخار او نام‌گذاری شده‌است.